# Пол (настил)

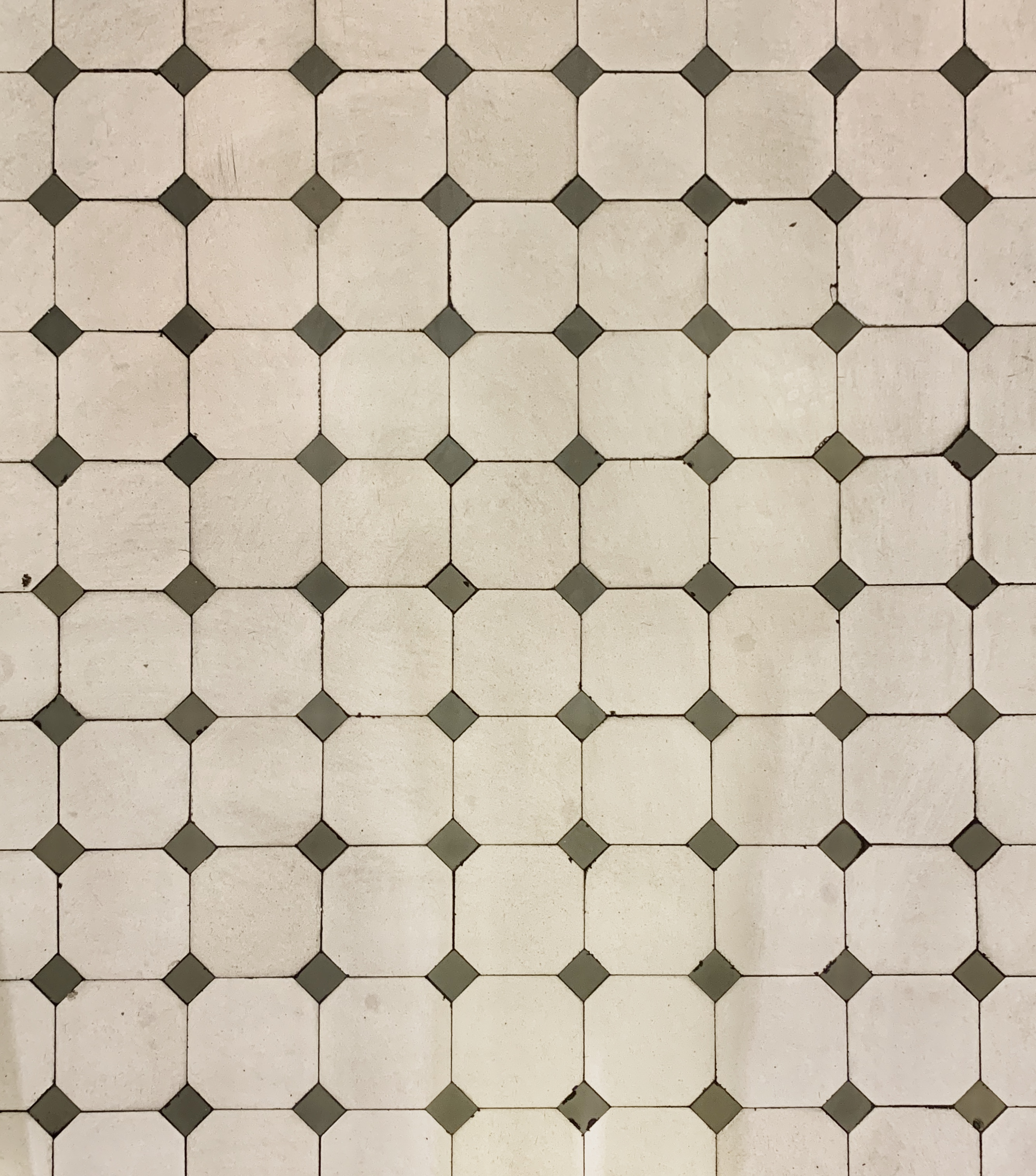
Кафельный пол в Бухарестe, Румыния

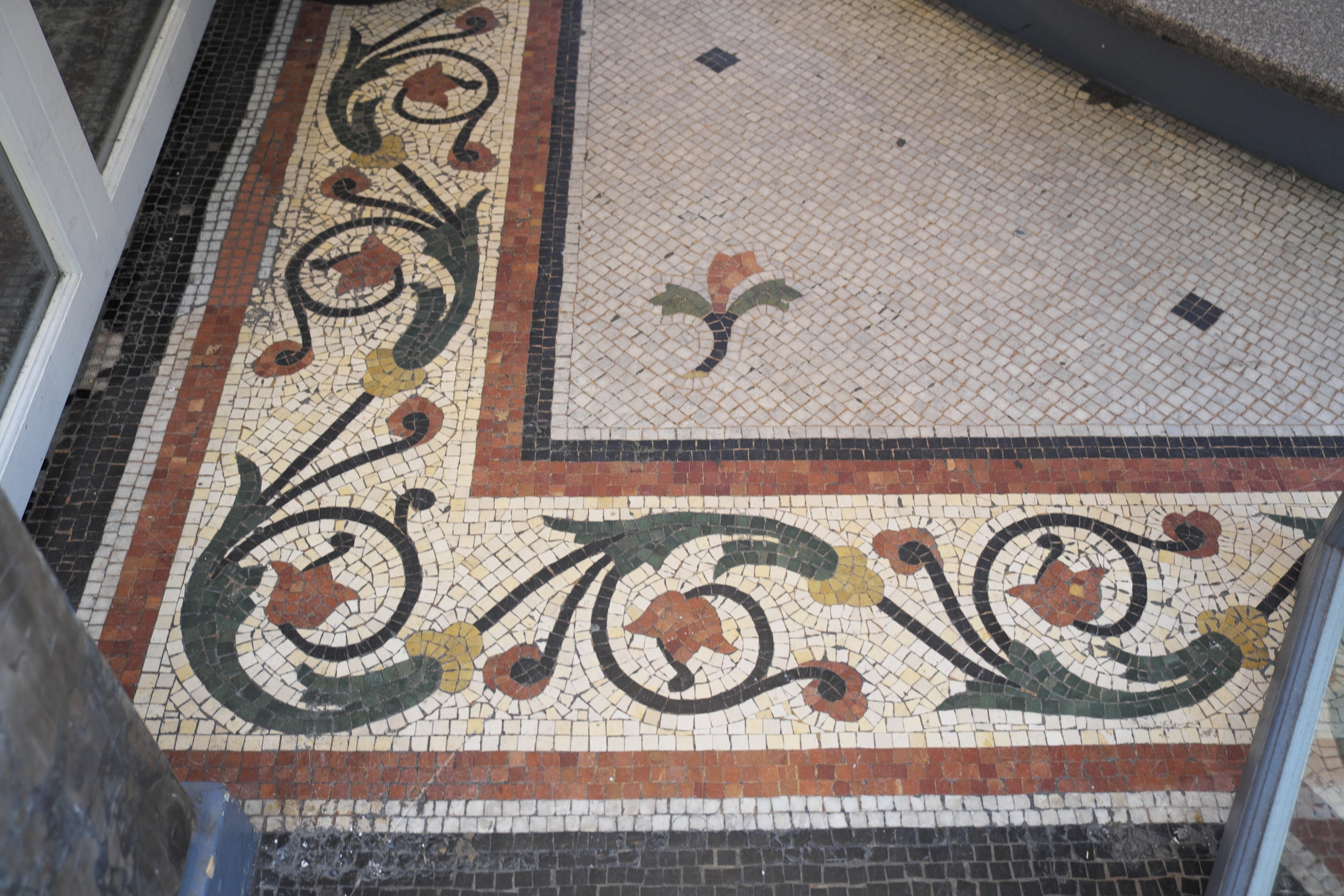
Мозаичный пол в Париже

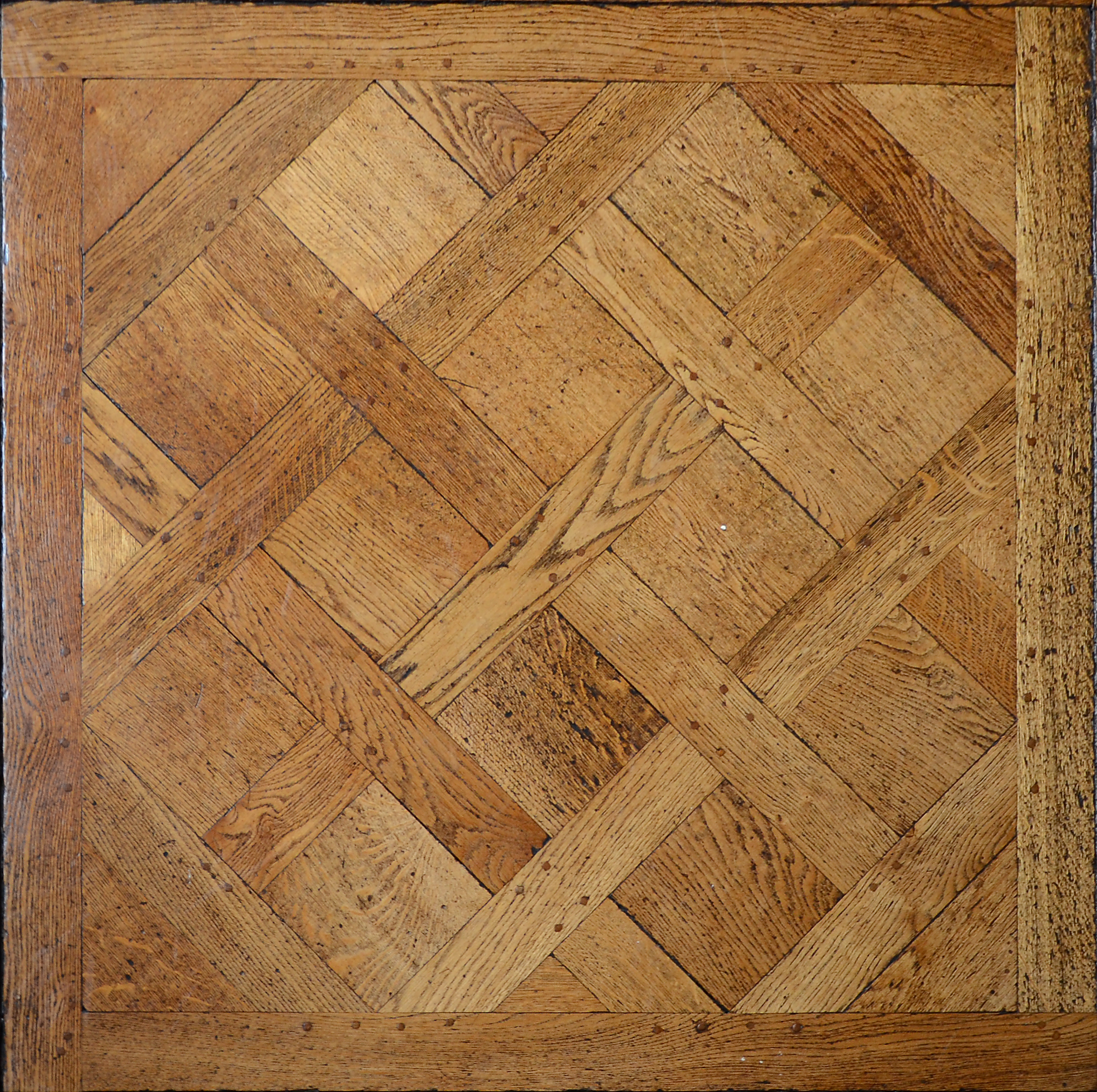
Паркет в Страсбурге, Франция

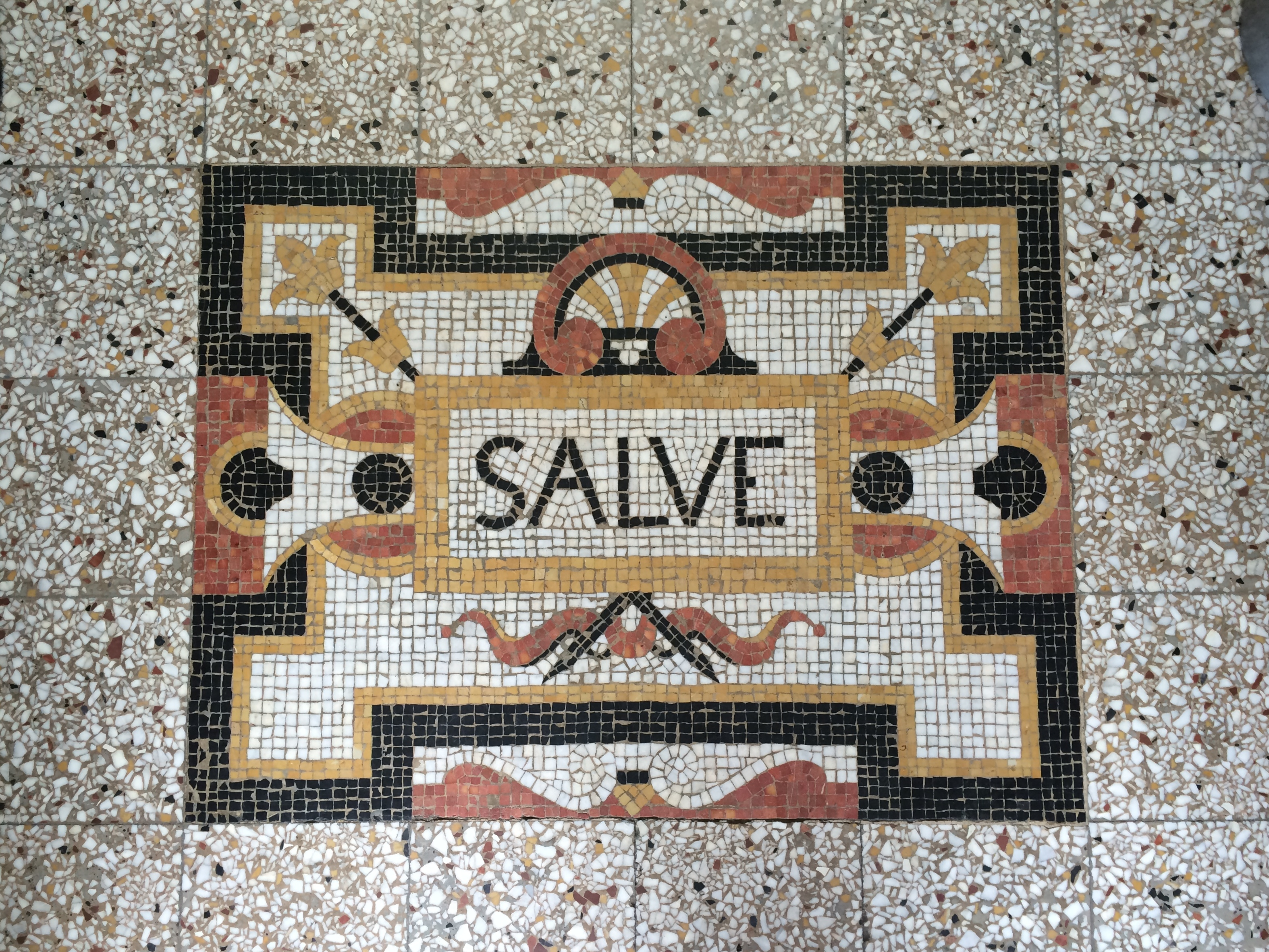
Мозаичный пол в Цюрихе, Швейцария

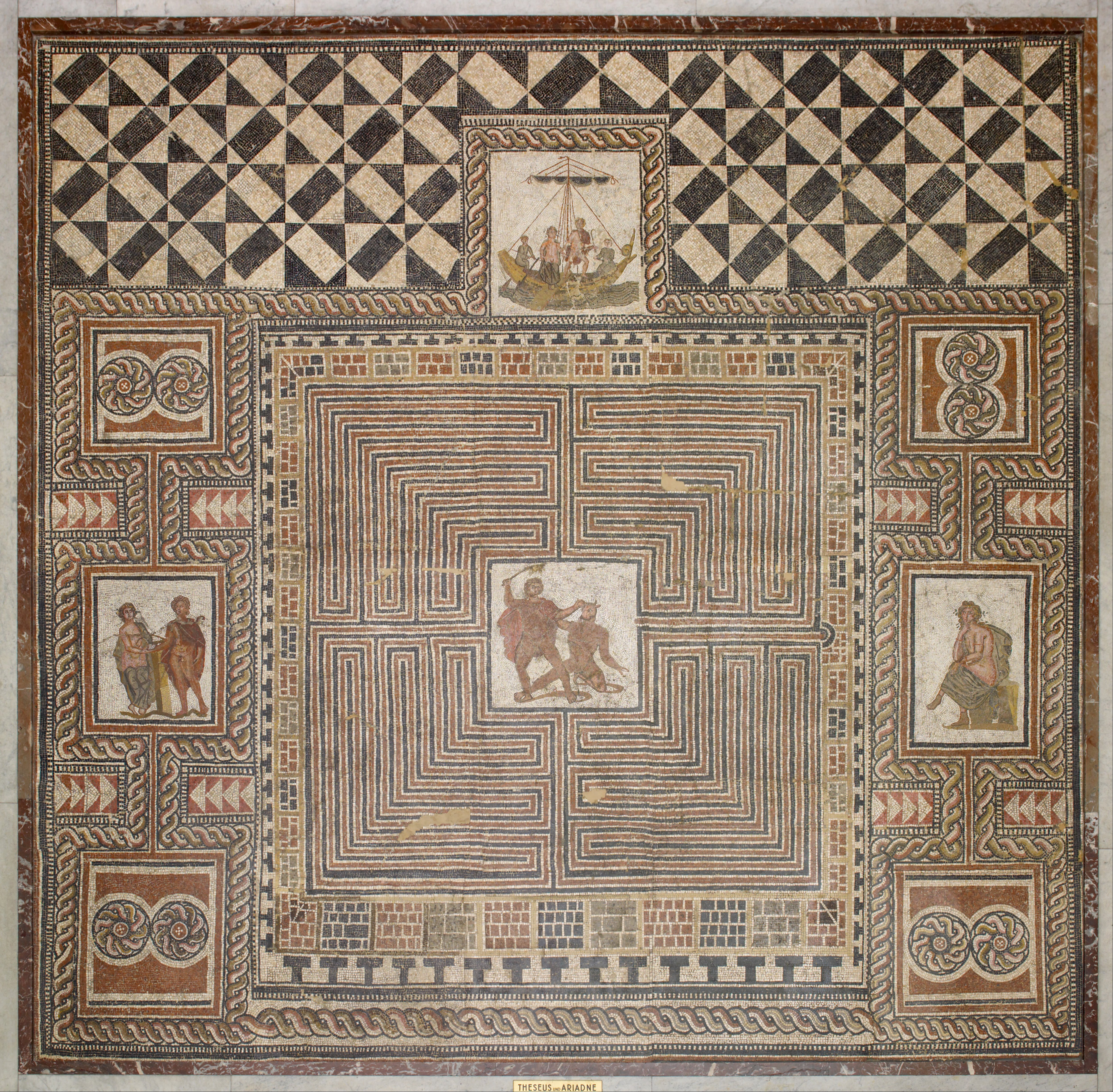
Мозаика Тесея, древнеримский мозаичный пол, в Музее истории искусств, Вена, Австрия

Пол — конструкция, включающая конструктивные слои различного функционального назначения, выполненные из различных строительных материалов по грунтовому основанию или плите перекрытия. Основными конструктивными слоями пола являются: покрытие, прослойка, гидро-, паро- и теплозвукоизоляционный слои, стяжка, подстилающий слой и грунтовое основание.
Покрытие пола — верхний слой пола, непосредственно подвергающийся эксплуатационным воздействиям. Термин для общего описания любого типа верхнего (отделочного) слоя конструкции пола. Выбор материала покрытия определяется для конкретного помещения с учетом его эксплуатации.

## Черновой пол
Пол под напольным покрытием называется черновым, он обеспечивает опору для покрытия. Черновые полы специального назначения, такие как плавающие полы, фальшпол или пружинящие полы, могут быть уложены на другой черновой пол, который обеспечивает прочность конструкции. Черновые полы, находящиеся ниже уровня пола (под землёй) или на первом этаже в зданиях без подвальных помещений, как правило, имеют бетонное основание. Черновые полы, находящиеся над уровнем земли, обычно имеют фанерную основу.

## Конструкция

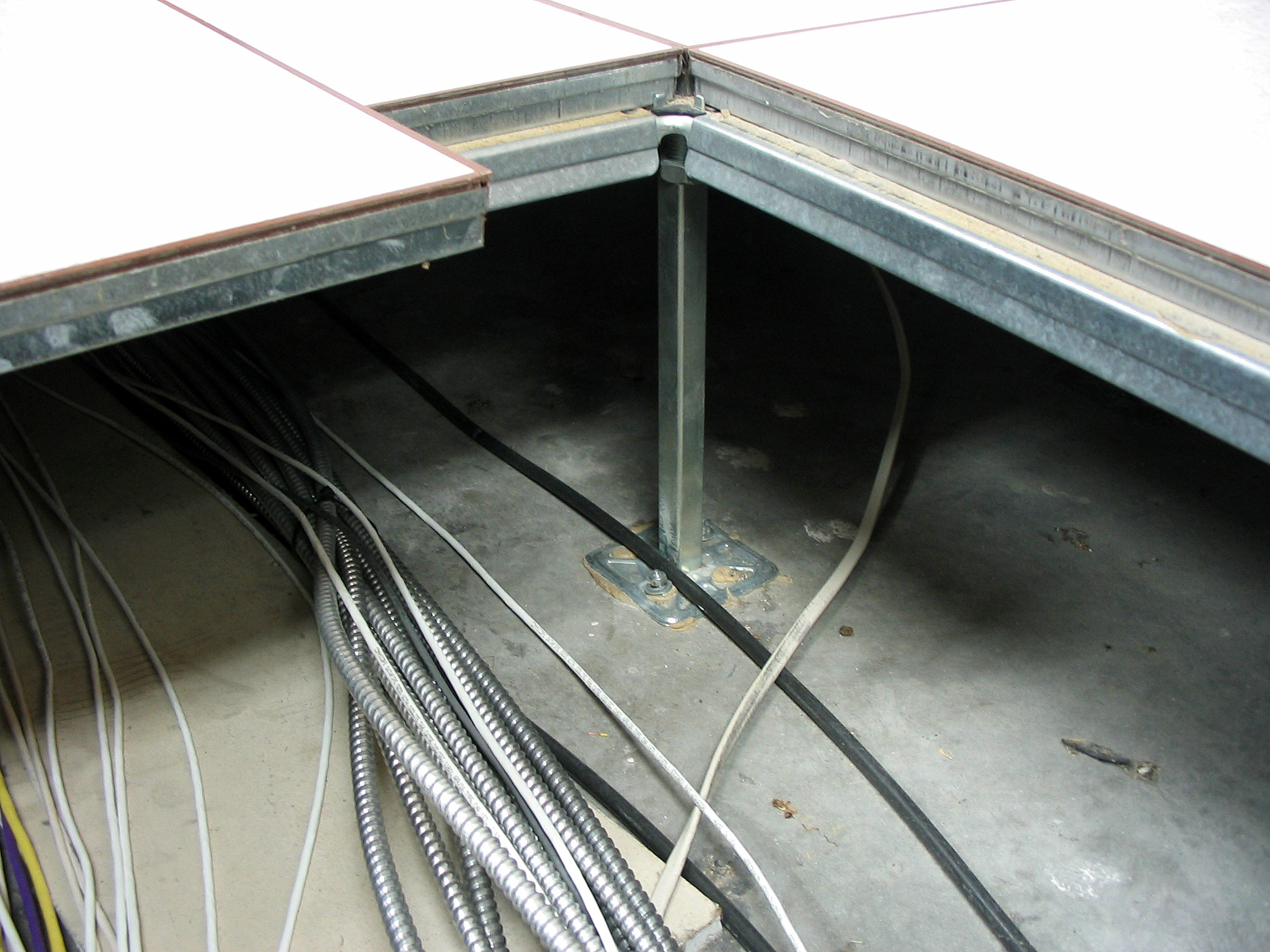
Отделка пола. Коммуникации выносятся под настил.

При строительстве современных зданий в роли пола в помещениях выступает бетонная плита, служащая разделителем между этажами. Таким образом, нижняя её часть становится потолком, верхняя — полом верхнего этажа. Помимо выполнения функции разделения этажей, пол также является опорой для мебели.

### Бетонный пол
Бетонный пол является одним из наиболее широко распространенных вариантов перекрытия. Он используется повсеместно: преимущественно в зданиях промышленного назначения и помещениях, где возможны высокие пешеходные нагрузки, химические и температурные воздействия. Это могут быть склады, ангары, подземные переходы, торговые залы, заводские цеха и т. д. Бетонный пол проектируется в зависимости от интенсивности воздействия внешних факторов, видов предполагаемых нагрузок и специфических требований заказчика. Бетон укладывается либо непрерывным монолитным методом (в случае небольшой площади устраиваемой поверхности), либо последовательно параллельными секциями (если площадь участка велика) в несколько этапов.
По количеству слоев промышленные бетонные полы могут быть многослойными и однослойными. По типу армирования бетонные полы подразделяют на армированные и неармированные. По типу финишного слоя бетонные полы могут быть с полимерным покрытием или с упрочненным верхним слоем. Без финишного покрытия бетонные полы практически не используются в связи с пористостью, низкой износостойкостью и прочностью на растяжение.

## Покрытие
Поскольку в процессе строительства не всегда удаётся обеспечить ровный стык плит (механические повреждения при транспортировке или монтаже), после сдачи объекта можно наблюдать неровные и рельефные выступы на поверхности пола. Для этой цели используются разные способы ликвидации данных дефектов.

### Стяжка
Основное назначение стяжки пола — выровнять поверхность, на которую настилается пол. По сложившейся десятилетиями технологии изготовления плиты, служащие основаниями для полов в серийных панельных домах, делаются гладкими только с одной стороны — той, которая станет потолком нижней квартиры. Сторона, которой надлежит стать полом — всегда неровная, с буграми и впадинами, зачастую из неё торчат концы прутьев металлической арматуры. Кроме того, перепады уровня пола в квартире зачастую достигают 10 см. На такую поверхность нельзя качественно настелить никакое покрытие.
Стяжка пола может быть произведена различными способами, для примера рассмотрим несколько вариантов:

#### Наливной пол
В европейской технологии для изготовления стяжки применяются специальные самовыравнивающиеся смеси — так называемые наливные полы. Под эти смеси для дополнительной шумо- и теплоизоляции часто кладут слой пенополистирола, а для дополнительной гидроизоляции сверху настилается полимерная плёнка. Такой пол высыхает гораздо быстрее обычной стяжки (примерно за 10-15 дней) в зависимости от толщины стяжки. Непосредственно на наливной пол можно укладывать плитку, ламинат и ковровые покрытия. При укладке штучного паркета с жёстким креплением к основанию необходим слой фанеры (при использовании технологии «плавающего паркета», подстилающего слоя фанеры не требуется, так как не требуется жёсткого крепления к основанию). Кроме того, слой наливного пола имеет небольшую толщину (от 25 мм), что особенно удобно в квартирах с невысокими потолками. Отличные качества этого пола сделали его популярным при небольшом перепаде высот в помещении.

#### Комбинированный вариант
В этом варианте на первичную стяжку — бетонную смесь, кладется второй слой из европейских самовыравнивающихся смесей. На такую двойную стяжку наносится гидроизоляция из каучуковой или битумной мастики, а на неё — необходимые слои финишного покрытия. Такой пол обойдется значительно дороже, но и эксплуатационные свойства у него будут намного выше.

#### Сухая стяжка пола
Она представляет собой плиты из гипсосодержащего вещества с гидроизоляционным покрытием, которые укладываются на сухую засыпку или полистирол. Сухая засыпка в этом случае имеет выравнивающую функцию. Плиты укладываются друг на друга внахлест для перекрытия всех стыков и обеспечения необходимой жесткости. У такой стяжки есть существенные преимущества. Первое — она не требует просушки. Укладывать напольное покрытие можно, не выжидая 30 суток, как в случае применения традиционных смесей, а уже на следующий день. Второе — она значительно легче, чем традиционные бетонные смеси (при толщине бетонной стяжки от трёх до семи см, на один квадратный метр приходится укладывать от 60 до 140 кг смеси; для квартиры общей площадью 100 м² потребуется уложить не менее семи тонн смеси). Недостатком сухой стяжки пола является боязнь влаги, протечек.

#### Полусухая стяжка пола
Наиболее распространённый метод по подготовке полов перед укладкой напольных покрытий. При выполнении технологии «полусухой стяжки» (строительный термин В/Ц) водоцементное отношение минимальное и составляет 0,5-0,7 литра к 1 кг цемента (в зависимости от естественной влажности песка); такое количество воды достаточно для гидратации цемента и набора прочности «цементного камня». При устройстве полусухой стяжки на жесткое основание (монолитные перекрытия, панельные плиты перекрытия, бетонные плиты) технология позволяет не применять в качестве армирования стальную сетку, в таких условиях достаточно применения добавки «фиброволокно», назначение которой — снизить риск образования микротрещин в процессе набора прочности цементного раствора. Армирование стальной сеткой целесообразно в типах полов, которые выполняются по подстилающим слоям, имеющим деформацию на сжатие, это минераловатные плиты, пенопласт ПСБ С 35, керамзит, полистиролбетон и др. Цементно-песчаный жесткий раствор укладывается слоем по «маякам», выполненным из цемент-песчаного раствора в едином цикле, во время укладки раствор распределяют между маяками и производится его выравнивание согласно отметкам. По завершении (не позднее 30 минут) производится заглаживание/упрочнение верхнего слоя специальными шлифмашинами, данная операция позволяет выполнить упрочнённый верхний слой стяжки пола. Последним этапом выполняется устройство компенсационных, усадочных швов в местах, наиболее подверженных внутренним напряжениям, это: оси колонн, дверные проёмы, выступающие углы стен и на площадях, превышающих 40 кв. м. После набора прочности и высыхания основание готово к проведению дальнейших отделочных работ по настилу покрытия без дополнительных мероприятий по выравниванию.
К положительным качествам «полусухого» метода относится практически нулевая усадка раствора, отсутствует подвижность раствора — за счёт сбалансированного количества воды и плотной трамбовки при укладке. Важно выполнять процесс утрамбовки, поскольку его невыполнение приводит к высокой прочности верхнего слоя и низкой прочности среднего слоя стяжки, делая невозможным эксплуатацию произведенной стяжки в укладке паркетных полов, а также решений требующих высокой прочности на отрыв (Линолеум, наливные напольные покрытия, нивелирующей массы, виниловые напольные покрытия).
Область применения технологии — подготовка оснований в квартирах, частные дома (в том числе по системе отопления полов), торговые центры, офисные помещения, склады, эксплуатируемые кровли. Технология подразумевает использование механизации, специализированной техники растворо-насос, «пневмонагнетатели» для приготовления раствора на строительной площадке и подачи раствора к месту производства работ. Это позволяет подготавливать полы в промышленных масштабах с высоким темпом производства.

#### Материалы
Основные компоненты полусухого раствора:
- Песок мытый, фракции не менее 2 мм.
- Цемент М400 М500
- Фиброволокно
- Пластификатор, эластификатор

#### Регулируемые полы
В основе этого метода лежит выравнивание чернового пола по регулируемым лагам при помощи пластиковых винтов. Данная технология позволяет выровнять, поднять пол, а также сделать многоуровневый пол. Преимущества данной технологии: идеальное выравнивание основания, отсутствие грязных и влажных процессов, малые сроки работ, легкость конструкции.

## Напольные покрытия
Выбор материала для напольного покрытия зависит от таких факторов, как стоимость, долговечность, шумоизоляция, комфорт и сложность/лёгкость уборки. У некоторых типов напольных покрытий, таких как ламинат и паркет, существует минимальный класс для установки, и покрытие более низкого класса использовать нельзя из-за потенциального повреждения от влаги.
Черновой пол может быть отделан таким образом, что может быть пригоден для использования без каких-либо дополнительных работ:
- земляной, глинобитный или глиняный пол,
- цельный цокольный этаж, цементные выравнивающие/износостойкие/гранолитные стяжки[3], модифицированные полимером бетоны и выравнивающие / износоустойчивые стяжки[4].

### Ковровое покрытие
Ковровое покрытие (ковролин) — это мягкое напольное покрытие, изготовленное из переплетённых или шитых ковровых волокон. Ковровое покрытие стелится на всё помещение целиком, в отличие от ковра, который имеет определённый размер и подбирается исходя из нужной площади покрытия. Этот тип настила, как правило, используется в закрытых помещениях и может использоваться в зонах как с высокой, так и низкой проходимостью. Срок службы, как правило, составляет 15-18 лет. Качество ковролина обычно измеряется по массе или количеству волокон на единицу площади.
Ковровые покрытия изготавливаются из различных материалов, в том числе: шерсть, нейлон, олефин и полиэстер.
Существуют различные типы ковролина, таких как твисты, которые обычно называют берберскими. Твист ковролин состоит из нескольких скрученных волокон, установленных в ковровую подложку. Обычно используется в зонах с небольшой проходимостью. Другой тип коврового покрытия — петельные ковры, которые состоят из петельных волокон, установленных в подложку ковра. Этот тип коврового покрытия, как правило, используется в зонах с высокой проходимостью, так как его легче чистить.
Существует четыре стандартных ширины ковровых изделий: 6', 12', 13’6" и 15' в ширину.

#### Методы укладки
На сегодняшний день существует два основных метода укладки: свободная бесклеевая укладка и непосредственное приклеивание.

#### Подложка
Под покрытие может быть помещена подложка, чтобы обеспечить комфорт и некоторую шумоизоляцию. Степень комфорта зависит от используемого материала, в качестве которого может служить пена с эффектом памяти или шлифованная резина.
Подложки ковролина классифицируются по плотности в фунтах. Например, вы можете приобрести подложку с плотностью 8 фунтов, которая будет мягче подложки с плотностью 10 фунтов. По более мягкой подложке удобнее ходить, но они проигрывают в плане долговечности ковролина. Чем плотнее подложка, тем дольше прослужит покрытие.

### Древесина

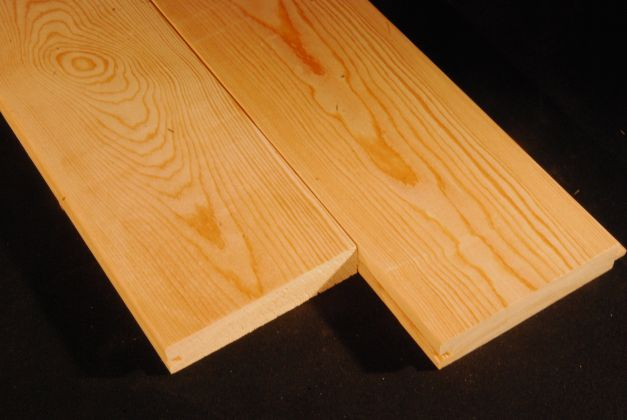
Половая доска

Самым старым способом отделки пола является древесина. Выровненную поверхность пола отделывают досками, после чего доски окрашиваются либо покрываются отделочными лакокрасочными материалами. Недостатком такого способа является довольно быстрая амортизация, сопровождающаяся скрипом.

### Линолеум
Другим способом отделки является линолеум. Промышленное производство линолеума впервые начато в 1864 в Великобритании. Чаще всего, линолеум кладут поверх деревянного покрытия пола, но иногда и прямо на бетонное основание (для удешевления проекта здания).

### Паркет

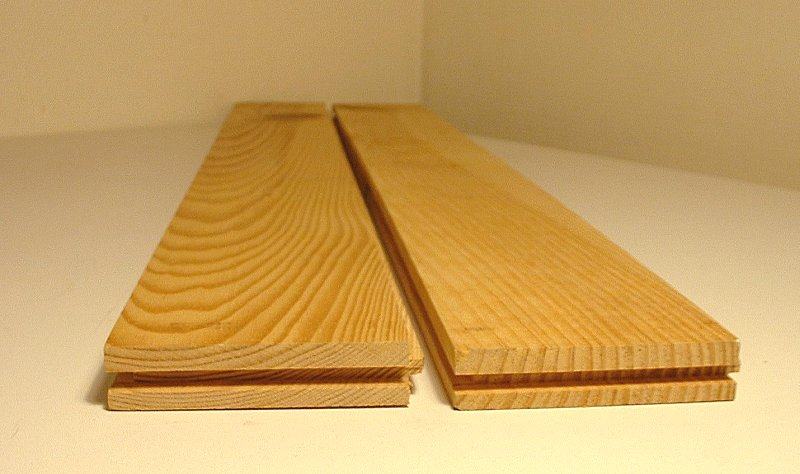
Паркет

Более дорогим способом отделки является паркет. После укладки паркет покрывается паркетным лаком или предназначенными для отделки паркета лако-смазочными материалами.

### Декинг
Плиточные модули с деревянной поверхностью, которые можно укладывать на ровную поверхность называются «садовым паркетом» или «декингом» (англ. decking). Декинг бывает трёх видов: террасная доска — имеет вид рифлёной или гладкой доски; садовый паркет (паркетная плитка) — это модуль, обычно в виде квадрата, который состоит из гладких коротких планок; древесно-полимерный композит (ДПК) внешне не отличается от террасной доски.

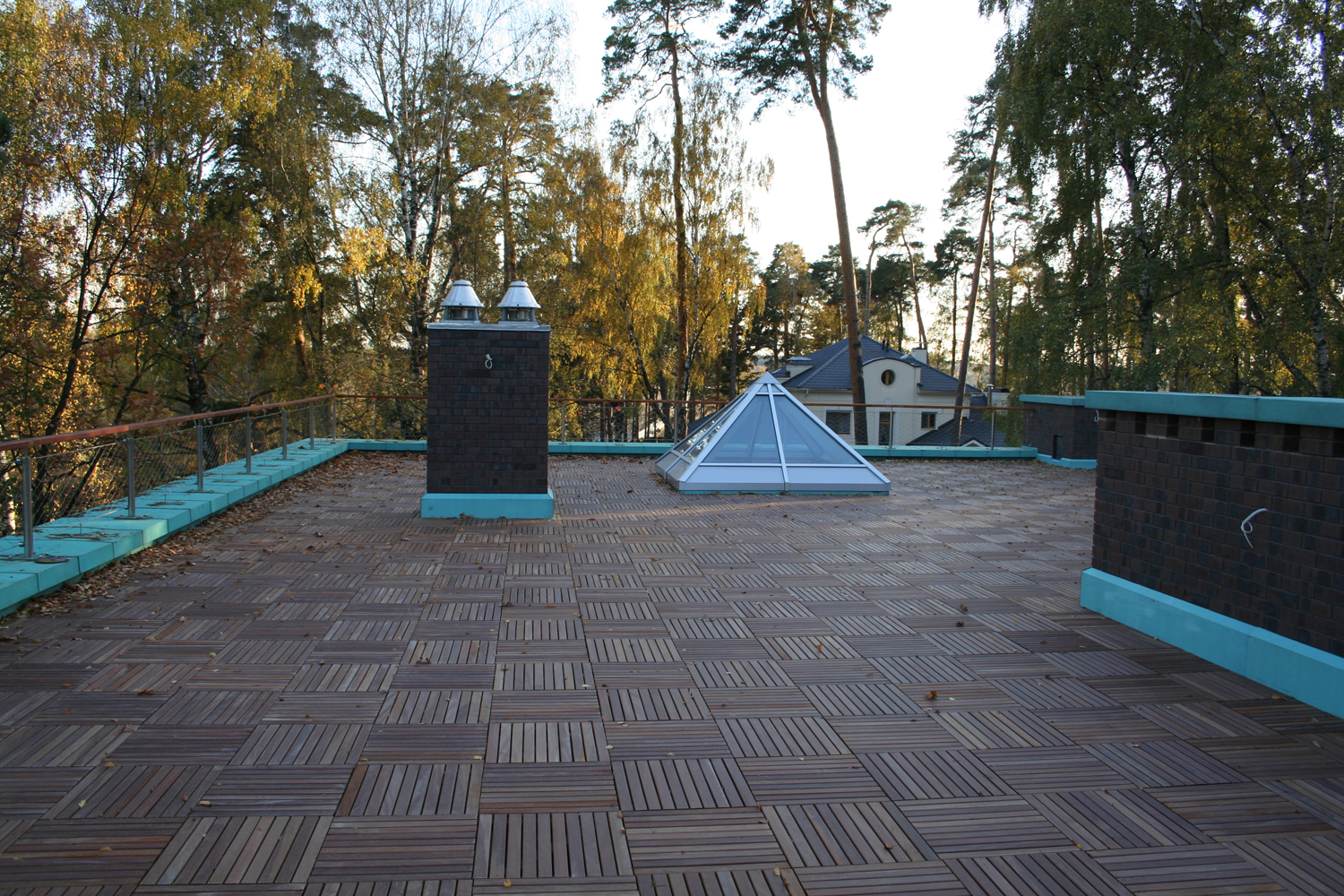
Жёсткий декинг

В конструкции можно выделить лицевую часть и подложку. Лицевая часть выполняется из деревянных ламелей (планок), подложка может быть из дерева или пластика. Декинг с подложкой из деревянных поперечин называется жёстким декингом, для подложки чаще всего используют ту же породу, что и для ламелей. Декинг с подложкой из пластика называется мягким декингом, подложка представляет собой решётку с боковыми креплениями для взаимной сцепки модулей. Подложка крепится к ламелям шурупами или скобами степлера так, что с лицевой стороны креплений не видно.

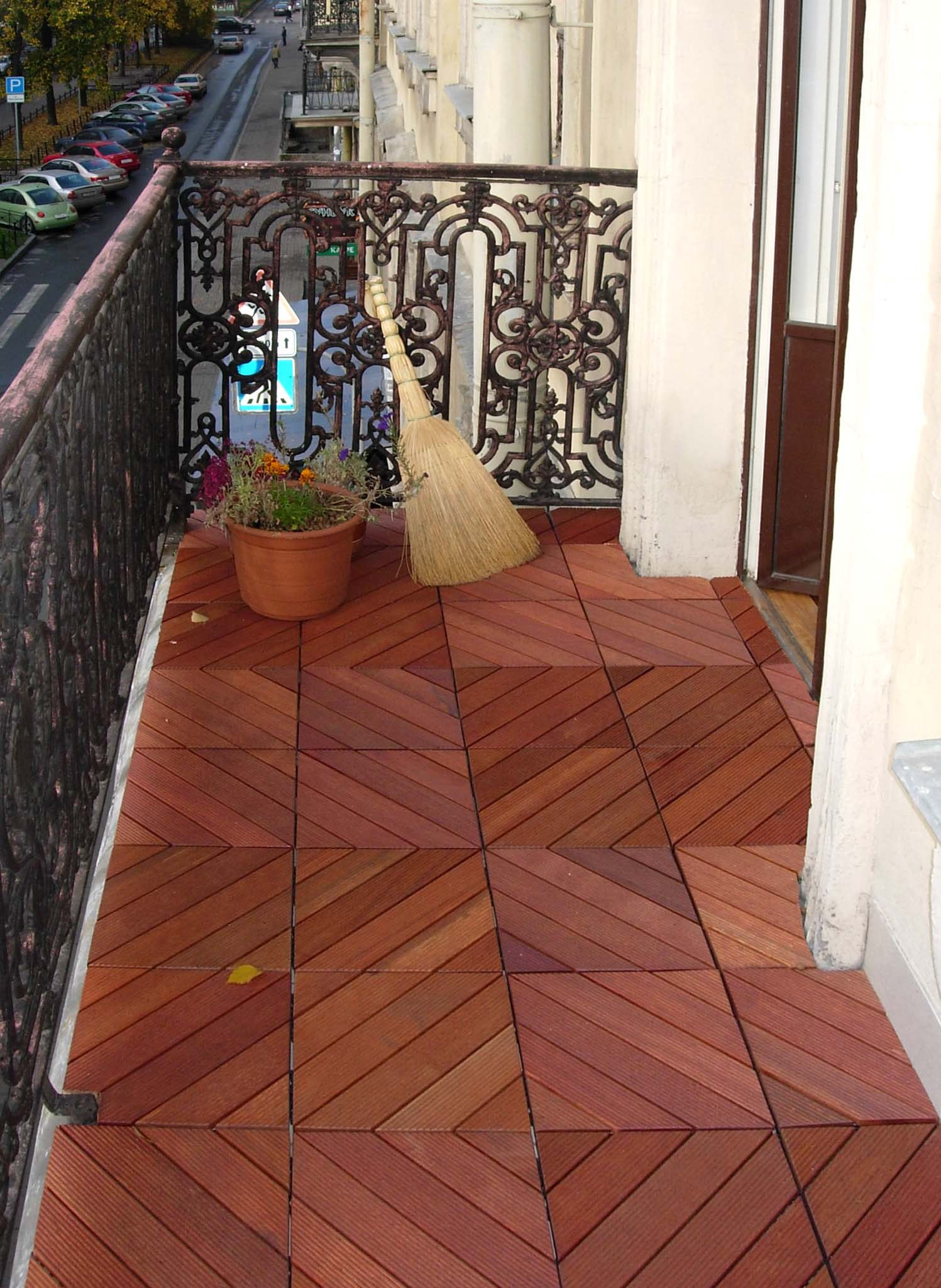
Мягкий декинг

В качестве материала для декинга используются стойкие породы древесины, как правило, тропической: ироко (африканский тик), падук (красное дерево), азобе (железное дерево), кемпас. Для полов в сауне и бане (где исключено хождение в обуви) могут применяться также влагостойкие, но относительно мягкие породы, например, различные кедры. Пластиковая подложка, как правило, изготавливается из ПВХ. Материалом для декинга являются и отечественные породы древесины, такие как лиственница и сибирский кедр. Сосну, ель и пихту, как нестойкие породы, применяют после термической модификации. Также в качестве материала для декинга применяют доски из древесно-полимерного композита, состоящего из внутренней основы — высокопрочных пластмасс скрепленной с внешними листами, из мелкой стружки деревьев.

### Половая доска
Представляет собой фрезерованную доску, выполненную из цельной древесины. В отличие от паркетной доски, изготовляется из цельного массива, благодаря чему способна выдержать большее число циклёвок и почти не ограничена в размерах.

### Ламинат

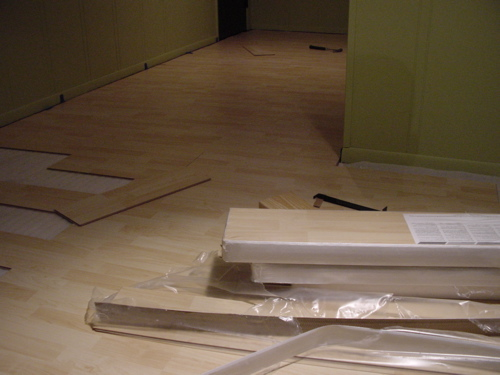
Ламинат

Основой современного ламината служит панель из прессованной древесины, которая перетёрта до степени образования кристаллизации. В отличие от паркета, такой вид напольного покрытия совершенно не боится влаги, к тому же данный отделочный материал снизу имеет слой влагостойкой бумаги и шумопоглощающую подложку, что также придаёт жёсткость конструкции. Износостойкость ламината зависит от качества защитной смолы (акрилатной или меламиновой), покрывающей сверху декоративный рисунок, нанесённый на специальную бумагу. Именно декоративный рисунок придаёт ламинату изысканность и практичность.

### Живая плитка
Необычным решением для отделки является Живая плитка (материал с постоянно меняющимся рисунком). Материал является новым в области напольного покрытия, редко используется в виду своей необычности.

### Напольный кафель

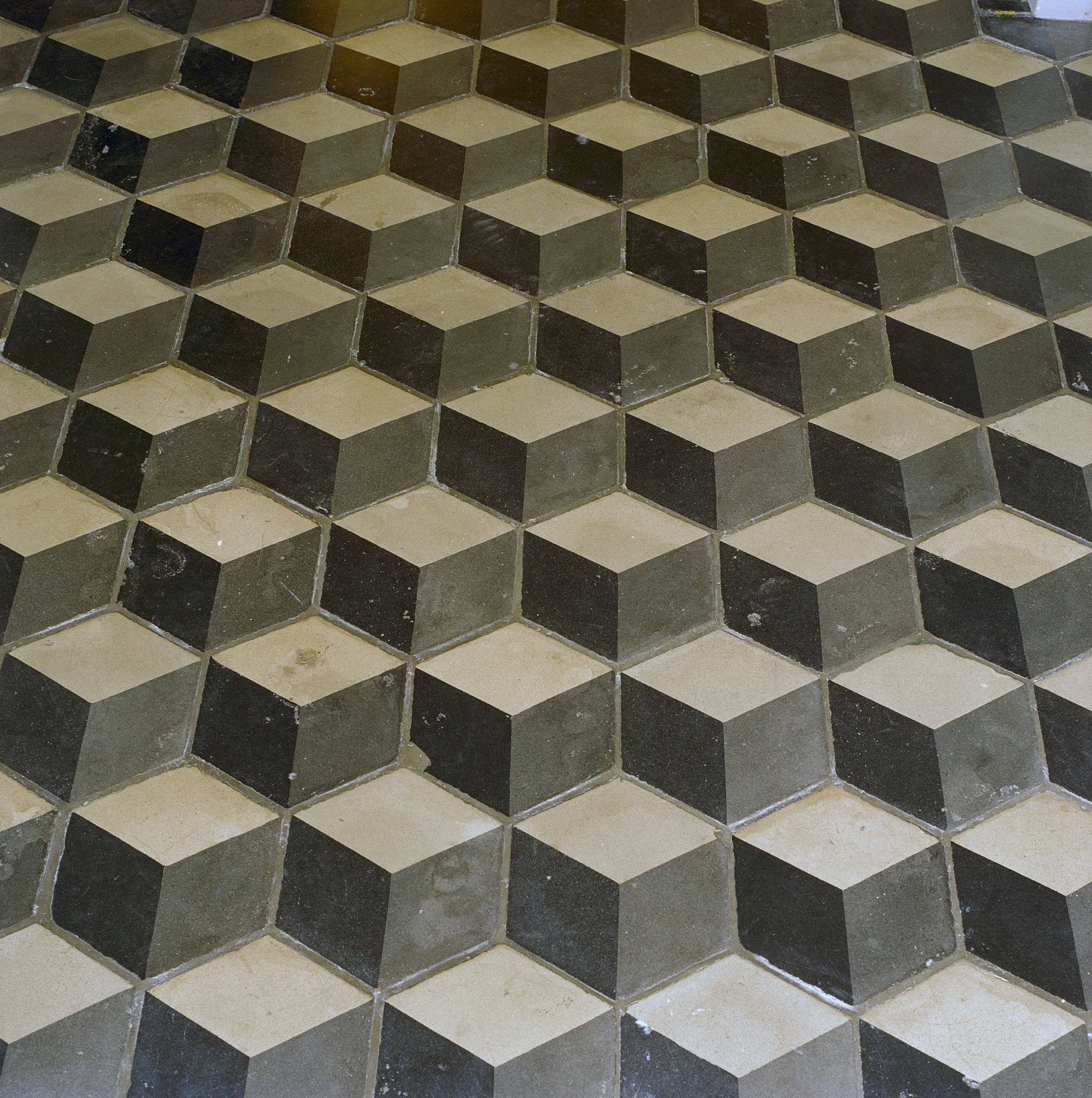
Напольный кафель в Нидерландах

Напольный кафель обычно производится из керамики или природного камня. Керамическая плитка может быть глазурированной и неглазурированной. Мозаика выкладывается различными методами. К полу кафель кладётся на специальный клеящий раствор из песка, цемента и латексных присадок.

### Керамогранит
Керамогранит — это вид кафеля, отличающегося особой износостойкостью, долговечностью и удобством ухода. Изготавливается в промышленных условиях из смеси глины, каолина, полевого шпата и окиси металлов, полимеров. Керамогранит применяется для напольных покрытий в кухонных зонах, в прихожей, в ванных комнатах. Керамогранит может укладываться на фанерную основу. Для этого применяется технология укладки керамогранита на фанерное покрытие.

## Обогрев
Обогрев происходит при помощи специального нагревательного шнура. С точки зрения электротехники, принцип его работы основан на выделении тепловой энергии при прохождении электрического тока. Регулировка температуры происходит при помощи термостата. Преимуществом является больший КПД по сравнению с центральным отоплением.

## Дополнительные приспособления
Существует ряд дополнительных приспособлений и материалов, которые можно использовать для украшения пола или полезных практических функций:
- Напольные медальоны — декоративные центральные элементы дизайна и конструкции пола
- Половики — помогают содержать пол в чистоте
- Решётчатый настил — используется для слива воды и/или удаления грязи с обуви
- Тактильные или звуковые полосы, предупреждающие, например, о пандусе для инвалидных колясок (обычно также имеют яркую окраску или рисунок)
- Световые полосы — показывают путь эвакуации (например, в самолётах)
- Плинтусы — для украшения краёв пола либо для покрытия края плавающего пола
- Противоскользящие коврики — добавление гранулированных или прорезиненных частиц, которые позволяют колёсам, обуви или ногам улучшить сцепление.